# 이장원 (성우)
{{성우 정보
| 이름 = 이장원
| 사진 = 파일:블리자드 주최 '신년맞이 와글와글 하스스톤' 현장 (오늘 가장 많은 환호를 받은 성우 이장원 씨).jpg
| 사진설명 = 
| 본명 = 
| 별명 = 
| 국적 =  대한민국
| 출생일 = 1971년 12월 11일(53세)
| 출생지 = {{KOR}
| 사망일 = 
| 사망지 = 
| 활동기간 = 1997년 ~ (KBS 26기)
| 종교 = 개신교
| 데뷔작 = 
| 대표작 = 
| 소속 = 한국방송 성우극회(프리랜서)
| 신장 = 190cm
| URL = 
}}
이장원(1971년 12월 11일 ~ )은 대한민국의 성우로, 1997년 한국방송 성우극회 공채 26기로 입사했다.

## 학력
- 중앙대학교 연극영화과

## 출연 작품

### TV 애니메이션
- 《동화나라 포인포》 (KBS) - 멜
- 《고질라》 (KBS) - 랜디
- 《만능 수리공 매니》 (EBS, 디즈니 주니어) - 러스티
- 《마다가스카의 펭귄》 (니켈로디언) - 줄리언 대왕
- 《토리코》 (카툰네트워크) - 존게
- 《조조조 좀비군》(조조좀비) (투니버스) - 좀보아저씨, 내레이션(해설)
- 《레고 시티 어드벤처》- 휠러
- 《엄마 찾아 삼천리》(챔프) - 피에트로 로시, 페피노
- 《레고 프렌즈》(재능TV) - 시장
- 《미르모 퐁퐁퐁》(SBS) - 덴타, 마루모, 인쵸, 시로 4호(블랙망토단), 다크
- 《Yes! 프리큐어5 GoGo!》 (챔프) - 관장
- 《메탈 베이블레이드》 (투니버스) - 백두산
  - 《메탈 베이블레이드 제로G》 (재능TV) - 백두산, 태산
- 《외계소년 위제트》 - 조연 다수
- 《다오배찌 붐힐대소동》 (KBS) - 산타
- 《건퍼레이드 오케스트라》 (애니맥스) - 선장
- 《천원돌파 그렌라간》 (애니맥스) - 치밀프
- 《쾌걸 조로리》 (투니버스) - 부르르 공작
- 《핌블핌블》 (KBS) - 두치 아저씨
- 《드래곤볼Z》 (SBS) - 해설
- 《꼬꼬마 꿈동산》 (KBS) - 해설
- 《그린나이츠》 (KBS) - 케로스
- 《빨간모자의 진실》 (MBC) - 도끼맨
- 《바람의 검심》 (애니원) - 총장, 미시마, 호우지, 시바, 렌스, 좌백
- 《올림포스 영웅 제이슨》 (애니원) - 마르스
- 《헌터X헌터》 (애니원) - 선장
- 《랠프의 스파이 대작전》 (챔프) - 댈러스
- 《프로파일러》 (SBS)
- 《버블버블 인어친구들》 (니켈로디언) - 그루퍼
- 《모모》 (KBS) - 회색인간
- 《싸이킥스》 (MBC) - 그림 박사
- 《피쉬와 칩스》 (KBS) - 칩스
- 《라스트 엑자일》 (애니박스) - 딕, 킴벨
- 《SUPER ROBOT MONKEY》 (챔프) - 엔타리
- 《애니멘터리 한국설화》 (KBS)
- 《직스 레벨2》 (퀴니)
- 《쿵푸팬더 전설의 마스터》 (니켈로디언)
- 《헌터X헌터 리메이크》 (애니맥스) - 마지타니
- 《명탐정 코난》 (투니버스) - 하객 1
- 《풀 메탈 패닉 후못후》 (투니버스) - 고다 유우, 안드레이 칼라닌, 미키하라 조장
- 《블리치》 (투니버스) - 호로
- 《따끈따끈 베이커리》 (투니버스) - 대발
- 《사무라이 참프루》 (투니버스) - 무사 1
- 《몬스터》 (투니버스) - 로비
- 《메르헤븐》 (투니버스) - 가론
- 《스낵월드》 (투니버스) - 비네거 칸
- 《헬로 카봇 유니버스》 (SBS) - 섀도우
- 《올림포스 가디언》 (SBS)
- 《나루토 질풍전 극장판 - 블러드 프리즌》 (투니버스) - 킬러비
- 《닥터 슬럼프 극장판 - 펭귄 마을은 언제나 맑음》 (카툰네트워크) - 마마러스
- 《대니팬텀》 (니켈로디언) - 보텍스
- 《신드바드》 (KBS) - 아니케투스(티모시 스폴)
- 《마법천자문 극장판 : 대마왕의 부활을 막아라》 (SBS) - 부두목
- 《나루토 질풍전》 (투니버스) - 킬러비
- 《새미의 어드벤처2》 - 레이
- 《마기》 (카툰네트워크) - 부델 / 고르타스
- 《공룡시대 : 작은 공룡 소동》 (카툰네트워크) - 할아버지
- 《탐험 드리랜드》 (투니버스) - 장고
- 《두발네발반야드》 (니켈로디언)
- 《해양경찰 마르코》 - 원숭이 해적 선장
- 《괴도 키드》 (투니버스)
- 《겨울연가》
- 《부그와 엘리엇 2》 - 부그
- 《긴급출동 구조대》 (애니맥스) - 제이크
- 《드래곤볼Z 극장판》 - 계왕 / 미스터 사탄 / 우마왕
- 《썬더캣츠》 (카툰네트워크) - 팬드로
- 《몬스터 호텔》 - 드라큘라
- 《재채기 대마왕》 (투니버스) - 재채기 대마왕
- 《버틀러》 (KBS) - 카터 윌슨 (쿠바 구딩 쥬니어) / 지미 카터
- 《아스타를 향해 차구차구》 (KBS) - 팔콤
- 《원피스》 (KBS) - 돈지토 / 메카오 상사 / 빅뱅
- 《원피스Original 14기 마린포드 편》 - 징베
- 《괴도 조커》 (카툰네트워크) - 도깨비 형사
- 《신비아파트 고스트볼 더블X: 수상한 의뢰》 (투니버스) - 사토룡
- 《꼬마산타 니콜라스》 (EBS) - 산타 할아버지
- 《시간탐험대》 (EBS) - 압둘라
- 《팅가팅가 이야기》 (EBS) - 코끼리
- 《피터 팬》 (EBS) - 자로
- 《볼츠와 블립》 (KBS) - 블러드 박사
- 《포켓몬스터 XY》 (투니버스) - 우아조
- 《포켓몬스터 W》 (투니버스) - 허수고 형사
- 《포켓몬스터》 (재능TV) - 곤포
- 《유미의 세포들》 (tvN) - 유미의 출출세포, 지름신, 웅이의 털세포, 응큼사우르스
- 《몰리 맥기와 유령》 (디즈니+) - 스크래치
- 토마스와 친구들 - 로렌조
- 라이즈맨 - 토니, 리치맨

### 특촬물
- 가면라이더 위저드 - 왕지만(와아지마 시게루) / 내레이션

### 극장용 애니메이션
- 《마이펫의 이중생활, 마이펫의 이중생활 2》- 타이베리어스
- 《겨울왕국》 (디즈니) - 올라프
- 《겨울왕국 2》 (디즈니) - 올라프
- 《뽀로로 극장판》
  - 《뽀로로 극장판 슈퍼썰매 대모험》 (MOVIE) - 나오리
  - 《뽀로로 극장판 보물섬 대모험》 (MOVIE) - 오리상인
- 《굿 다이노》 - 내시
- 《몬스터 대학교》- 아트
- 《인사이드 아웃》- 빙봉
- 《몬스터 호텔》 (MOVIE) - 드락
- 《프렌즈 : 몬스터 섬의 비밀》 (MOVIE) - 나키
- 《슈퍼배드》 (MOVIE) - 그루
- 《슈퍼배드 2》 (MOVIE) - 그루
- 《슈퍼배드 3》 - 그루, 드루
- 《마다가스카》 (KBS) - 줄리언 대왕 / 동물원 동물 목소리
- 《모아나》 - 마우이
- 《모아나 2》 - 마우이
- 《도리를 찾아서》 - 행크
- 《모험왕 블링키》 - 웜보
- 《달빛궁궐》 - 목멱대왕
- 《원피스 필름 골드》 - 맥스
- 《리틀 프린세스 소피아: 엘레나와 비밀의 아발로 왕국》 - 에스테반
- 《보스 베이비》 - 프란시스
- 《짱구는 못말려 극장판: 습격!! 외계인 덩덩이》 - 덩덩이 아빠
- 《씽2게더》 - 지미 크리스탈
- 《슈렉 2》 (KBS) - 머핀
- 《극장판 공룡메카드: 타이니소어의 섬》 - 펌킨 / 스테고
- 《구스 베이비》 - 잔디머리 / 남자 기러기 3
- 《토이 스토리 4》 - 더키 / 멜리펀트 브룩스
- 《극장판 엉덩이 탐정: 화려한 사건 수첩》 - 찻집주인
- 《스파이 지니어스》 - 이어즈
- 《더 퍼스트 슬램덩크》 - 안 선생
- 《엘리멘탈》- 버니
- 《가필드 더 무비》- 빅

### 외화

#### 드라마
- 《더 컬렉션》 (KBS) - 로시(스탠리 타운젠드) / 빅터(알렉상드르 브라쇠르)
- 《리얼 휴먼》 (KBS) - 로게르(레이프 안드레)
- 《리썰 웨폰》 (KBS) - 리드(말콤 자말 워너)
- 《브렉시트: 치열한 전쟁》 (KBS) - 마이클 고브(올리버 맬트먼) / 앨런 뱅크스(리 보드만)
- 《신드바드》 (KBS) - 아니케투스(티모시 스폴)
- 《콜드 케이스》 (KBS) - 닉 베라(제레미 래츠포드)
- 《피시는 사춘기》 (KBS) - 크랙(데이비드 모어랜드)
- 《호텔 바빌론》 (KBS) - 도어맨 노인
- 《한여름 밤의 꿈》 (KBS) - 오베론(논소 아노지)
- 《천사의 손길》 (PBC)

#### 영화
- 《철의 여인》(KBS) - 데니스 (짐 브로드벤트)
- 《사이즈의 문제》(KBS) - 기디 (아론 다한)
- 《트랜스포머》(KBS) - 글렌 (안소니 앤더슨) / 스타스크림(찰리 애들러) / 바리케이드(제스 하넬)
- 《트랜스포머 2》(KBS) - 스키즈 (톰 케니) / 스타스크림 (찰리 애들러)
- 《소림축구》(KBS) - 막내 (임자총)
- 《징기스칸》(SBS) - 자무카
- 《캥거루 잭》(SBS) - 블루 (빌 헌터)
- 《반지의 제왕 2》(SBS) - 김리 (존 라이스 데이비스)
  - 《반지의 제왕 3》(SBS) - 김리 (존 라이스 데이비스)
- 《황비홍 5》(SBS) - 세영 (정칙사)
- 《원스 어폰 어 타임 인 멕시코》 - 벨리니 (치치 마린)
- 《크림슨 타이드》(SBS) - 코브 (조지 던자)
- 《프레리 홈 컴패니언》(KBS) - 케일러 (게리슨 케일러)
- 《장고》(KBS) - 휴고 로드리게즈 (호세 보달로)
- 《기사 윌리엄》(KBS) - 롤랜드 (마크 애디)
- 《뉴저지 드라이브》(KBS) - 지말
- 《비밀 투표》(KBS) - 군인 (카루스 아비디)
- 《웨어 더 머니 이즈》(KBS) - 교도관
- 《조지 클루니의 표적》(KBS) - 버디 (빙 라메즈)
- 《청설》(KBS) - 황텐쿼 아빠 (나북안)
- 《올리버 트위스트》(KBS) - 빌 (제이미 포어맨)
- 《하루, 48시간》(KBS) - 피에르 (허스키 키할)
- 《제17 포로수용소》(KBS) - 슐츠 (지그 루먼)
- 《윈스턴 처칠의 폭풍전야》(KBS) - 밴시타트 (톰 윌킨슨)
- 《석양의 무법자》(KBS) - 투코 (엘리 웰라치)
- 《보리밭을 흔드는 바람》(KBS) - 핀바(다미엔 커니) / 해밀턴 경(로저 알람) / 영국 군인(톰 차녹)
- 《울어야 사는 여자》(KBS) - 윗집 남자
- 《스튜어트 리틀 2》(KBS) - 몬티 (스티브 잔)
- 《댓 싱 유 두》(KBS) - 라마르 (오바 바바툰디)
- 《러브 스파이》(KBS) - 장물아비
- 《사막의 보석》(KBS) - 크누드 (애민 옌센)
- 《신용문객잔》(KBS) - 칼도사
- 《무서운 영화 2》(KBS) - 해리스 (앤디 리치터)
- 《블랙 호크 다운》(KBS) - 고피나 (보이드 케스트너) / 부쉬(리처드 타이슨)
- 《에블린》(KBS) - 경찰
- 《해리포터와 마법사의 돌》(SBS) - 해그리드 (로비 콜트레인)
  - 《해리포터와 비밀의 방》(SBS) - 해그리드 (로비 콜트레인)
- 《칠검》(KBS) - 유욱방의 아버지(백표)
- 《도시의 블루스》(KBS) - 기자 (제프리 프리드먼)
- 《첩혈쌍웅》(KBS) - 경찰 2
- 《의문의 실종》(KBS) - 실비오 (알렉스 카마코)
- 《삼국지 극장판》(CHING) - 장비
- 《본 아이덴티티》(KBS) - 워드 애벗 (브라이언 콕스)
  - 《본 슈프리머시》(KBS) - 워드 애벗 (브라이언 콕스)
  - 《본 얼티메이텀》(KBS) - 워드 애벗 (브라이언 콕스)
- 《몬스터 호텔》 - 드라큘라
- 《스테이트 오브 플레이》(KBS) - 피트 (조쉬 모스텔)
- 《신비한 동물사전》 - 날라크(론 펄먼) / 헨리(존 보이트)
- 《대사건》(KBS) - 인질 엽씨(임설) / 경찰(황연강)
- 《허트 로커》(KBS) - 리드(데이비드 모스)
- 《삼국지》(KBS) - 원술 대신
- 《스페셜리스트》(SBS)
- 《데스페라도》(SBS) - 술집 주인(치치 매린) / 부초의 부하(마이크 모로프)
- 《우주 전쟁》(SBS) - 카메라맨(말론 영) / 레이의 직장 동료(피터 게러티)
- 《자호접》(KBS) - 야마모토(야스오 카타야마) / 요시카와(금예) / 세탁소 청년(가호)
- 《10일안에 남자친구에게 차이는 법》(KBS) -  벤의 아버지(제임스 머터프) / 농구 해설(워너 울프) / 마빈 햄리시 / 술집 남자 / 극장 남자
- 《진용》(SBS)
- 《텍사스 레인저》(SBS)
- 《바텔》(SBS)
- 《앱솔루트 파워》(SBS)
- 《아스테릭스》(SBS)
- 《깝스》(SBS)
- 《글래디에이터》(SBS) - 발레리우스(존 퀸)
- 《축복의 조건》(SBS)
- 《라디오 살인사건》(KBS)
- 《엑시덴탈 스파이》(KBS)
- 《웨딩 크래셔》(KBS) - 채츠(윌 페렐) / 크루거(드와이트 요아캄)
- 《갱스터 초치》(KBS) - 압(케네스 앤코시)
- 《애널라이즈 댓》(SBS) - 마시멜로(팻 쿠퍼) / 덕스(조이 디아즈)
- 《에너미 오브 스테이트》(SBS)
- 《런어웨이 브라이드》(KBS)
- 《적인걸: 측천무후의 비밀》(KBS) - 설대인(유김산) / 왕려(오요한)
- 《어글리 멜라니》(KBS) - 의사(테트릭 에두아르드 수스)
- 《캔디데이트》(KBS)
- 《플루토에서 아침을》(KBS) - 교장(오웬 로우) / 형사(스티븐 워딩턴)
- 《워락》(KBS)
- 《밀리언즈》(KBS)
- 《디스터번스》(KBS)
- 《시암 선셋》(KBS)
- 《꼬마돼지 베이브》(KBS)
- 《다크 블루》(KBS)
- 《스튜어트 리틀》(KBS)
- 《역》(KBS)
- 《엑소시즘》(KBS)
- 《킹스 스피치》(KBS) - 볼드윈 총리(앤서니 앤드루스) / 네빌 체임벌린(로저 패럿) / 버티의 치료사(로저 해먼드)
- 《사랑도 리콜이 되나요》(KBS) - 남학생(크리스 레만) / 레코드 가게 손님(알렉스 데저트)
- 《스파이더맨》(KBS) - 로비(빌 넌) / 과학자(론 퍼킨스)
- 《그림 형제 - 마르바덴 숲의 전설》(KBS) - 카발디(피터 스토메어)
- 《링컨 차를 타는 변호사》(KBS) - 도스 변호사(밥 건턴) / 형사(브라이언 크랜스턴) / 판사
- 《킬러가 보낸 편지》(KBS)
- 《분노의 목격자》(SBS)
- 《아주 특별한 약속》(SBS)
- 《줄리아 로버츠의 사랑 게임》(SBS)
- 《후크》(KBS) - 투틀스(아서 말레)
- 《다빈치 코드》(KBS) - 자크(장 피에르 마리엘) / 비긴힐 경감(클라이브 카터)
- 《당신이 잠든 사이에》(KBS) - 조(마이크 바카렐라) / 병원 의사(딕 쿠색) / 핫도그 파는 남자(피터 시라구사)
- 《툼 레이더》(KBS) - 경매가(헨리 윈담) / 수도승(오지 유에)
- 《더 레이디》(KBS) - 카르마(베네딕트 웡) / TV 방송 음성 / 네윈의 부하 / 대학 교수 / 라디오 방송
- 《원티드》(KBS) - 버처(다토 박타드제)
- 《에반 올마이티》(KBS) - 의원(하브 프레스넬) / 경찰(딘 노리스)
- 《오만과 편견》(KBS) - 가디너 (피터 와이트)
- 《버틀러: 대통령의 집사》(KBS) - 카터 윌슨(쿠바 구딩 주니어) / 지미 카터
- 《제로 톨러런스》(KBS)
- 《택시 3》(KBS)
- 《싱 스트리트》(KBS) - 백스터(돈 와이철리)
- 《인생은 아름다워》 (KBS) - 바르톨로메오(피에트로 드 실바)
- 《오르페브르 36번가》 (KBS) - 크리스토(올리비에르 마샬)
- 《미션 임파서블: 폴아웃》 (KBS) - 울프 블리처(본인)
- 《정글북》 - 킹 루이(크리스토퍼 워컨)
- 《톰과 제리》 - 테런스(마이클 페냐)
- 《크루엘라》 - 호레이스(폴 월터 하우저)
- 《블랙 팬서》 - 주리(포리스트 휘터커/덴절 휘터커)
- 《백설공주》 - 박사(제러미 스위프트)

### 내레이션
- 《세상의 모든 다큐》 (KBS) 릭 스타인의 스페인 요리 여행 4부작
- 《세상의 모든 다큐》 (KBS) 릭 스타인의 요리 여행 - 미시시피의 소울푸드

### 한국 영화 / 드라마 (배우)
- 《매직키드 마수리》 (KBS) - 돌연변이 마법사 (남)
- 《세 친구》 - 삼겹 역 (배우로 출연)
- 《후아유》 - 김남훈 역
- 《굿바이 서울 신파》
- 《식객: 김치전쟁》 - 아나운서 역 (배우로 출연)
- 《파괴된 사나이》 - 뚱보 사장 역 (배우로 출연)
- 《자명고》 (SBS) - 배우로 출연
- 《광개토태왕》 (KBS1) - 배우 악역으로 출연
- 《안투라지》 (tvN)
- 《블랙독》 (tvN) - 손동하 역 (배우로 출연)

### 게임
- 헤일로 리치 (GAME) - 조지 S-052
- 천지의 문 (GAME) - 카프타인
- 도타2 (GAME) - 상인
- 커맨드 앤 컨커: 레드 얼럿 2 - 구축전차, 데졸레이터, 데몰리션 트럭, 슬레이브 마이너, 가디언 G.I.
- 디아블로3 (GAME) - 아즈모단
- 스타크래프트 II 시리즈
  - 스타크래프트 II: 자유의 날개 - 광전사(Zealot)
  - 스타크래프트 II: 군단의 심장 - 광전사(Zealot), 크레이스(Kraith)
- 월드 오브 워크래프트 (게임) - 드워프 남성, 타우렌 남성
- 하스스톤: 워크래프트의 영웅들 - 여관주인
- 007 제임스 본드: 퀀텀 오브 솔러스 (게임) - 미스터 화이트, 용병 등
- 삼국블레이드 - 장비
- 마피아42 - 도굴꾼, 판사
- 로스트아크 - 바훈투르, 베로베르

### 방송
- 《1 대 100》 (KBS)
- 《놀라운 대회 스타킹》 (SBS)

### 라디오 프로그램 (진행)
- KBS 한민족 방송 《세월따라 노래따라》 MC

### 라디오 드라마
라디오 극장 (KBS 한민족 방송)
- 2013.01.01 ~ 2013.01.31 김탁환 <허균, 최후의 19일> (이이첨)
- 2014.01.01 ~ 2014.01.31 최제훈 <나비잠> (최요섭)
- 2015.02.01 ~ 2015.02.28 조정래 <인간 연습> (김형사)

라디오 독서실 (KBS 2라디오)
- 2000.01.02 허  균 <홍길동전> (임금)
- 2000.01.09 천운영 <바늘> (남자)
- 2000.08.06 원재길 <삼촌의 좌절과 영광> (삼촌)
- 2001.02.11 황석영 <모랫말 아이들> (춘근 / 화부)
- 2004.09.05 전수찬 <어느덧 일주일> (신호)
- 2005.07.17 장수진 <거대한 돼지> (기관장)
- 2005.09.04 윤대녕 <탱자> (완도 사람)
- 2006.05.21 고연옥 <일주일> (덕배)
- 2007.03.18 이우천 <수녀와 경호원> (박기사)
- 2009.12.20 윤영선 <여행> (이양훈)
- 2012.01.01 박지원 <호질>, <열녀함양박씨전> (호랑이 / 노인)

KBS 무대 (KBS 한민족 방송)
- 1999.07.04 열무김치 (사내)
- 1999.07.18 별의 시선 (사장)
- 1999.08.08 고계장 (보고서 낭독)
- 1999.08.15 그 여름의 악녀 (영감)
- 1999.08.22 공범 (수완)
- 1999.09.05 잊고 싶은 것 잊혀지지 않는다 (아빠)
- 1999.09.19 그들도 우리처럼 (노인2)
- 1999.09.26 고향이 그리워도 (스님)
- 1999.10.10 우리 아빠는요 (직원)
- 1999.11.21 아주 특별한 운명에 대해서 (친구)
- 1999.11.28 노래에 살고 사랑에 살고 (도날제티)
- 1999.12.05 토미의 추억 (작가)
- 2000.03.19 가시나무새 (준성)
- 2001.01.28 해피엔딩을 위하여 (박교수)
- 2001.04.22 오뜨볼타 공화국 체류기 (꼼뻬레)
- 2002.02.17 남자는 두 번 울지 않는다 (이동수)
- 2002.05.26 지성마트 4남매 (장지성)
- 2002.10.13 동틀 무렵 (사내)
- 2003.01.26 공공의 적 (부장)
- 2003.04.06 첫사랑은 만나지 말아야한다 (김철수)
- 2003.04.20 봄날에 (허두식)
- 2003.06.08 파도 소리 (김칠용)
- 2005.11.12 암행 (이진상)
- 2007.02.17 반가운 매화는 어느 곳에 피었는가 (성환)
- 2007.03.31 안녕, 안녕! (미카엘)
- 2008.08.30 인연 (종두)
- 2009.01.31 당신이 잠든 사이에 (덕만)
- 2009.06.27 수상한 관계 (임정우)
- 2010.01.16 지상에서 영원으로 (망자1)
- 2011.12.03 별꽃이 지다 (근식)
- 2013.10.12 청담동 개츠비 (민준 부)

판타지 특급 (KBS 2라디오)
- 2001.04.09 ~ 2001.06.30 <드래곤 라자> (타이번)

특집기획 라디오 다큐멘터리, 라디오 드라마 (KBS)
- 2008.09.14 세월따라 노래따라 추석특집 가요 드라마 <아버지의 보물 내 자식을 찾습니다> (해설 / 아버지)

이명숙 변호사의 가정법원 (KBS)